# Phrixothrix hirtus
Phrixothrix hirtus là một loài bọ cánh cứng trong họ Phengodidae. Loài này được Olivier miêu tả khoa học năm 1909.